# 유달산 산왕대성전터
유달산 산왕대성전터는 전라남도 목포시 죽교동에 있다. 2012년 5월 21일 목포시의 문화유산 제3호로 지정되었다.

## 개요
유달산 일등봉 쪽에서 이등봉 쪽으로 내려가다가 왼편으로 나있는 샛길로부터 30여m 거리에 자리하고 있다. 고하도와 목포해양대를 바라볼 수 있는 바다를 향해 열려있는 형태의 작은 공터이다. 흔히 ‘대성전터’라고 불리는 이곳의 바닥면에는 작은 암자가 있었던 주춧돌의 흔적이 남아 있다.정면 중앙부 바위 면에 ‘山王 大聖殿’이라는 글씨가 새겨져있고, 왼편 바위면 두 곳에는 그 내력이 알려지지 않은 암각상들이 새겨져 있다. 얼굴부분이 훼손되어 전체적인 모습을 정확히 파악할 수는 없는 신상의 모습으로, 도교적인 색채와 민간신앙적인 요소가 복합적으로 표현되어 있다. 우측 지면에는 아래로 연결되는 계단이 만들어져 있는데, 아래쪽에‘香泉井’이라는 샘이 조성되어 있다. 향천정이 조성된 장소는 작은 동굴의 형태를 나타내며, 동굴을 받치는 형태의 기둥 2기가 인공적으로 만들어 세워져 있다.